# Le Gentleman (Miró)
Pour les articles homonymes, voir Le Gentleman.
Le Gentleman est un tableau réalisé par le peintre espagnol Joan Miró en 1924. Cette huile sur toile est un portrait d'un personnage inspiré d'Ubu tel que dessiné par Alfred Jarry lui-même. Elle est conservée au Kunstmuseum, à Bâle.

## Expositions
- Joan Miró: Schnecke Frau Blume Stern, Museum Kunstpalast, Düsseldorf, 2002 — n°10.